# Gerson Fonseca Miers
Gerson Fonseca Miers (Santos, Brasil, 14 de diciembre de 1962) es un exfutbolista brasileño.

## Trayectoria
Surgido en las divisiones inferiores de Grêmio.
Es el primer arquero extranjero en jugar en Deportes Valdivia.

## Clubes
| Equipo                | País     | Año       |
| --------------------- | -------- | --------- |
| Grêmio                | Brasil   | 1980-1986 |
| Internacional (Lages) | Brasil   | 1987      |
| Brasil de Pelotas     | Brasil   | 1988      |
| Deportes Valdivia     | Chile    | 1988      |
| Juventude SC          | Portugal | 1989-1992 |
| Silves Futebol Clube  | Portugal | 1993-1994 |
| Juventude SC          | Portugal | 1994-1995 |
| Silves Futebol Clube  | Portugal | 1996      |
| Vasco da Gama (Sines) | Portugal | 1997-1998 |
| ACD São Vicente       | Portugal | 1999-2002 |